# NGC 7375
NGC 7375 (другие обозначения — PGC 69695, MCG 3-58-3, ZWG 453.7, NPM1G +20.0583) — галактика в созвездии Пегас.
Этот объект входит в число перечисленных в оригинальной редакции «Нового общего каталога».